# Śmigło ogonowe

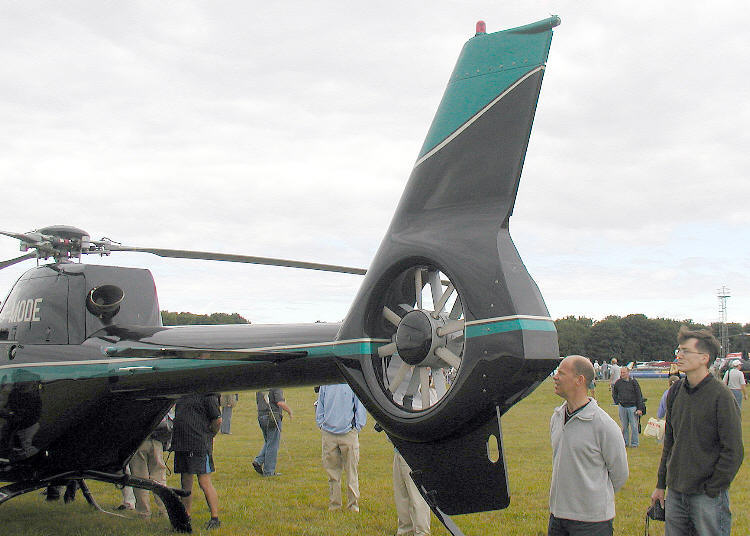
Przykład śmigła ogonowego umieszczonego wewnątrz ogona (Fenestron), w helikopterze Eurocopter EC120B

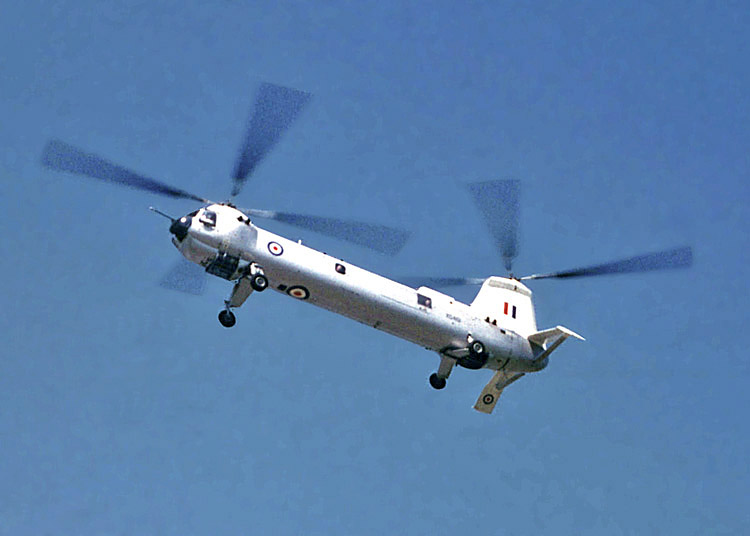
Przykład śmigłowca bez śmigła ogonowego (układ Piaseckiego)

Śmigło ogonowe – rodzaj śmigła zamontowanego w tylnej części statku powietrznego. W klasycznych śmigłowcach jednowirnikowych (układ Sikorskiego) śmigło ogonowe jest jednym z głównych elementów konstrukcji, odpowiedzialnym za przeciwdziałanie momentowi obrotowemu, pochodzącemu od głównego wirnika napędowego, jak również za sterowanie ruchem obrotowym śmigłowca wokół osi obrotu wirnika.
W śmigłowcach średnica śmigła ogonowego jest kilkukrotnie mniejsza od średnicy głównego wirnika napędowego, a jego skok (a więc i ciąg) jest sterowany oddzielnie w celu kompensacji i sterowania ruchem obrotowym całej maszyny. Wał śmigła ogonowego jest umieszczony poprzecznie do głównej osi symetrii śmigłowca.
W niektórych rozwiązaniach śmigłowców wykorzystuje się dwa główne wirniki napędowe obracające się w przeciwnych kierunkach. Wirniki te mogą być współosiowe (układ Kamowa), albo posiadać parę osi równoległych, zestawionych wzdłuż (układ Piaseckiego) lub w poprzek (układ Flettnera) helikoptera. W takim przypadku momenty obrotowe względem konstrukcji maszyny pochodzące od każdego z wirników znoszą się, wobec czego nie ma konieczności stosowania śmigła ogonowego.